# Перегонівська сільська рада (Обухівський район)
| Перегонівська сільська рада — колишній орган місцевого самоврядування у Обухівському районі Київської області з адміністративним центром у с. Перегонівка. Історична дата утворення: в 1937 році. Водоймища на території, підпорядкованій даній раді: річка Красна. Сільській раді підпорядковані населені пункти: - с. Перегонівка |

## Склад ради
Рада складається з 12 депутатів та голови.

### Керівний склад ради
| ПІБ                        | Основні відомості                                                                     | Дата обрання | Дата звільнення |
| -------------------------- | ------------------------------------------------------------------------------------- | ------------ | --------------- |
| Поремський Петро Дмитрович | Сільський голова, 1957 року народження, освіта, член народної партії                  | 26.03.2006   | 31.10.2010      |
| Яценко Анатолій Петрович   | Сільський голова, 1976 року народження, освіта середня загальна, член Партії регіонів | 15.05.2011   |                 |

Примітка: таблиця складена за даними джерела